# SARS-38
SARS-38 (SARS2-38) — антитело, таргетирированное на ключевую часть спайкового белка коронавируса SARS-CoV-2. Проявляет потенциальную нейтрализующую активность в отношении штаммов («альфа», «бета», «гамма», «дельта», «йота», «каппа» и др.). SARS2-38 оказалось самым мощным из 43 антител.